# Leucania tangala
Leucania tangala är en fjärilsart som beskrevs av Felder 1874. Leucania tangala ingår i släktet Leucania och familjen nattflyn. Inga underarter finns listade i Catalogue of Life.